# Marian Koszewski
Marian Koszewski (ur. 20 września 1923 w Kościanie, zm. 16 października 2006 tamże) – regionalista, historyk, społecznik i działacz konspiracyjny.

## Życiorys
Był absolwentem Gimnazjum i Liceum im. św. Stanisława Kostki, współzałożycielem w 1940 r. konspiracyjnej organizacji młodzieżowej „Pakt Czterech”. W 1941 został aresztowany przez gestapo, był więźniem politycznym Fortu VII w Poznaniu i obozów koncentracyjnych Auschwitz i Mauthausen-Gusen, gdzie doczekał wyzwolenia w maju 1945. Współtwórca Związku Więźniów Politycznych wraz z komendantem kościańskim AK rtm. Leonem Ciszakiem i prof. Klemensem Kruszewskim. Był regionalistą, autorem książek i artykułów o Kościanie, przewodników po miejscach pamięci narodowej, historykiem Kościoła katolickiego i dziejów oręża polskiego. Co roku odbywał spotkania z uczniami szkół kościańskich, przekazując im wiedzę o historii. Współtworzył i był długoletnim sekretarzem „Przyjaciela Ludu” w Lesznie. Był współpracownikiem wydawnictw naukowych i popularnonaukowych w Kościanie, Lesznie i Poznaniu, gdzie prezentował lokalne tematy kościańskie.
W 1957 został odznaczony Medalem Zwycięstwa i Wolności 1945, Srebrnym Krzyżem Zasługi (1959) i Krzyżem Kawalerskim Orderu Odrodzenia Polski (1985). Rada Miejska Kościana uchwałą nr XXXVII/423/05 w dniu 24.11.2005 r. nadała Marianowi Koszewskiemu Honorowe Obywatelstwo Miasta Kościana.